# Фернандеш, Сана
Сана́ Эузе́биу Ма́нгу Ферна́ндеш (порт. Saná Eusébio Mango Fernandes; родился 10 марта 2006) — португальский футболист, вингер итальянского клуба «Лацио».

## Клубная карьера
Футбольную карьеру начал в академии клуба «Спортинг». Летом 2022 года присоединился к футбольной академии итальянского клуба «Лацио».
8 августа 2024 года Фернандеш отправился в сезонную аренду в нидерландский клуб НАК Бреда. На следующий день дебютировал в Эредивизи в матче против «Гронингена».